# ماريانه بورتلر

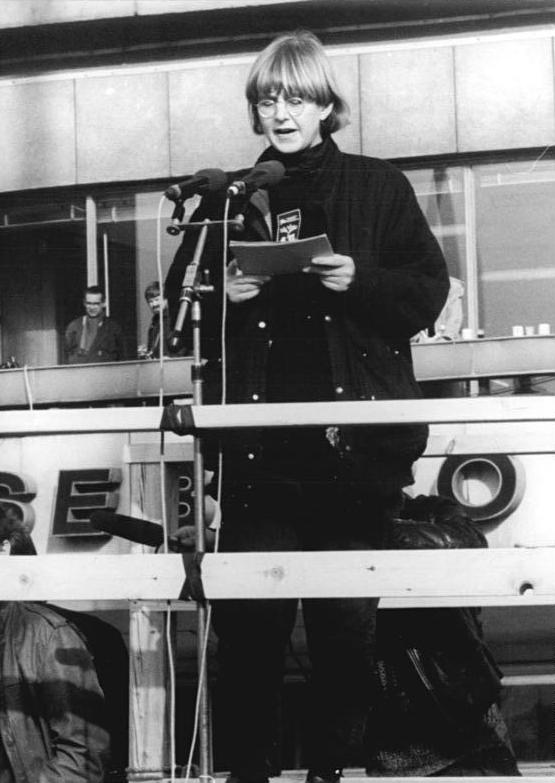
ماريان بورثلر تلقي خطابًا خلال مظاهرة ألكساندربلاتز في 4 نوفمبر 1989

ماريان بورثلر (بالألمانية: Marianne Birthler)‏؛(من مواليد 22 يناير 1948 في فريدريشهاين، برلين ) هي محامية وسياسية وناشطة في حقوق الإنسان ألمانية. عملت كمفوض اتحادي لسجلات ستازي مابين عام 2000 إلى عام 2011 ثم صارت مسؤولة عن التحقيق في الجرائم السابقة لـ شتازي ، الشرطة السرية الشيوعية السابقة في ألمانيا الشرقية .  في عام 2016 ، عُرض عليها ترشيح حزب الاتحاد الديمقراطي المسيحي / الاتحاد المسيحي المسيحي وحزبها لرئاسة ألمانيا ، أخذت وقتا قبل قرار عدم الترشح على الرغم من أنها كانت للأحزاب الأغلبية في المؤتمر الفيدرالي، مما يضمن لها الانتخابات. 

## سيرة
نشأت بيرثلر في ألمانيا الشرقية وكان لها نشاط بارز في رعاية أطفال وشباب الكنيسة، أولاً في رعيتها في برينزلوير بيرج، ثم كمستشارة للشباب في مدينة برلين منذ عام 1987. في عام 1986 شاركت في تأسيس مجموعة تدعى ( تضامن الكنيسة) ، حيث قامت بحملة من أجل ديمقراطية أكبر في الكنيسة وفي المجتمع.  في عام 1988 ، انضمت إلى مبادرة السلام وحقوق الإنسان ، التي شكلت جزءًا من المقاومة للنظام الشيوعي الذي فرضه الاتحاد السوفيتي في الثمانينيات. 

## الحياة السياسية
انتخبت بورثلر لغرفة الشعب الوحيدة المنتخبة ديمقراطيا في جمهورية ألمانيا الديمقراطية في مارس 1990 ، حيث شغلت منصب المتحدثة باسم التحالف 90 . من إعادة التوحيد الألماني في 3 أكتوبر 1990 وحتى انتخابات 2 ديسمبر 1990 ، كانت عضوًا في البوندستاغ ، برلمان ألمانيا. في أكتوبر 1990 ، أصبحت عضوًا في برلمان ولاية براندنبورغ ، وفي نوفمبر تم تعيينها وزيرة للتعليم في حكومة ولاية الوزير - مانفريد ستولب . استقالت من البرلمان في صيف عام 1992 ، واحتجاجًا على اتصالات ستولب شتازي ، من الحكومة في أكتوبر من نفس العام.
كانت بورثلر متحدثًا مشاركًا (أي زعيمًا مع لودجر فولمر ) في التحالف 90 / الخضر مابين عام 1993 إلى عام 1994 . حصلت على جائزة وسام استحقاق جمهورية ألمانيا الاتحادية عام 1995.
في سبتمبر 2000 ، عينت بورثل من قبل البرلمان الألماني كمفوض اتحادي لسجلات ستازي، خلفًا لـ يواخيم غاوك . تم تعيينها لولاية ثانية في يناير 2006. في فبراير 2011 ، تم الكشف عن وجود 53 وكيلًا سابقًا لـ Stasi في وكالة سجلات ستازي تحت قيادتها، مما أثار جدلاً أثناء استعدادها لمغادرة السلطة في الشهر التالي.   وبصفتها مفوضة فيدرالية، كانت تنتقد بشدة الحزب اليساري داي لينك ، خليفة حزب الوحدة الاشتراكية في ألمانيا، وانتقدت في مناسبات عديدة الحزب لكونه متطرفًا وعين موظفين سابقين في ستازي كأعضاء في البرلمان. كما انتقدت الأحزاب الأخرى لتعاونها مع حزب داي لينك، محذرة من أنه لا ينبغي منح الحزب نفوذاً سياسياً.
كانت بورثلر عضوًا في المؤتمر الفيدرالي لعام 2009 ، حيث عمل ناخباً لرئيس ألمانيا . قبل الانتخابات، انتقدت بشدة مرشح الحزب الديمقراطي الاشتراكي جيسين شوان لادعائها بأن جمهورية ألمانيا الديمقراطية «ليست دولة غير عادلة».
في أواخر عام 2016 ، عرضت المستشارة الألمانية أنجيلا ميركل بورنر الفرصة لخلافة يواكيم جوك كرئيس لألمانيا . ومع ذلك، رفضت بورثلر العرض. 
جنبا إلى جنب مع شركة الهندسة المعمارية برلين Graft ، تم اختيار بورثلر لتنسيق الجناح الألماني في بينالي فينيسيا لعام 2018 . 

## أنشطة أخرى (اختيار)
- النصب التذكاري لجدار برلين، عضو مجلس الأمناء
- مؤسسة هاينريش بول ، عضو الجمعية العامة [12]
- Bürgerstiftung Berlin ، عضو مجلس الأمناء [13]
- إيفانجليش أكاديمي زو برلين، رئيسة المجلس الاستشاري [14]
- جامعة برلين الحرة ، عضو مجلس الأمناء
- مؤسسة فريد سبرينغر ، نائبة رئيس مجلس الأمناء (منذ 2011) [15] [16]
- مؤسسة كوربر، نائبة رئيس مجلس الأمناء [17]
- Stiftung Mitarbeit ، عضو مجلس الأمناء [18]
- زينتروم ليبرالي مودرن، عضو المجلس الاستشاري الدولي [19]
- جمعية الكنيسة الإنجيلية الألمانية (DEKT) ، عضو هيئة رئاسة (1993-2005)

## الحياة الشخصية
كانت ماريان بيرثلر متزوجة سابقًا (حتى عام 1983) من الطبيب البيطري Wolfgang Birthler [الإنجليزية] ، الذي أصبح في وقت لاحق وزير مجلس الوزراء الإقليمي في عهد الوزير - مانفريد ستولبي في براندنبورغ . لديهم ثلاث بنات.

## روابط خارجية
- ماريانه بورتلر على موقع IMDb (الإنجليزية)
- ماريانه بورتلر على موقع مونزينجر (الألمانية)
- ماريانه بورتلر على موقع ميوزك برينز (الإنجليزية)

- نصوص عن ماريانه بورتلر في فهرس مكتبة ألمانيا الوطنية